# Fire Dynamics Simulator
Der Fire Dynamics Simulator (FDS) ist ein international weit verbreitetes Programm zur Simulation von Bränden. Dazu simuliert FDS unter anderem dreidimensionale Strömungen auf Grundlage der Navier-Stokes-Gleichungen, den zugrunde liegenden Brandprozess, die Ausbreitung von Feuer und Brandrauch sowie thermische Strahlung. Im deutschsprachigen Raum sind Programme zur Simulation von Strömungen als 'Feldmodell', international als CFD-Codes (Computational Fluid Dynamics) bekannt.
Die Software wird als freie Software auch im Quelltext bedingungslos (gemeinfrei) verbreitet.

## Smokeview
Teil des FDS-Programmpaketes ist Smokeview (SMV). Während FDS als reines Simulationsprogramm ausschließlich die in einem Texteditor zu erstellenden Brandszenarien simuliert, werden die Ergebnisse durch Smokeview visualisiert. Dazu beherrscht Smokeview verschiedene Darstellungstechniken. Die Auswertung kann sowohl zwei- als auch dreidimensional, als Standbild oder animiert erfolgen. Als Besonderheit ist hier die beinahe fotorealistisch anmutende Visualisierung von Brandrauch zu nennen.

## FDS+Evac
FDS bietet neben der Simulation von brandinduzierten Strömungen ein eigenes Modell zur Durchführung von Evakuierungssimulationen, das von Timo Korhonen am VTT entwickelt wird. FDS-Version 6.7.7 ist die letzte Version mit enthaltenem FDS+Evac-Modell.  

## Entwicklung
FDS und Smokeview werden im Wesentlichen am amerikanischen National Institute of Standards and Technology (NIST) von Kevin McGrattan, Glenn Forney und Randy McDermott entwickelt und dort kostenlos sowie quelltextoffen zum Download angeboten.
Seit einigen Jahren werden aber auch signifikante Programmteile von anderen Organisationen, wie beispielsweise dem Technical Research Centre of Finland VTT, beigesteuert. Insbesondere sind hier Jason Floyd (Hughes Associates, Inc.) und Simo Hostikka (VTT) zu nennen.
Die aktuelle Version 6 von FDS und SMV hat einige Neuerungen mit sich gebracht.
Neben einem deutlich verbesserten Modell zur Simulation des Verbrennungsprozesses bietet FDS 6 erstmals ein Modell zur Simulation von Lüftungsanlagen.
Die zukünftige Version 7 wird neben einer Vielzahl an Detail-Verbesserungen erstmals die Möglichkeit bieten, komplexe Geometrien wie Schrägen oder gebogene Oberflächen zu simulieren.